# جيمس كوبورن
جيمس كوبورن (بالإنجليزية: James Coburn)‏ (مواليد 31 أغسطس 1928 - الوفاة 18 نوفمبر 2002) هو ممثل أمريكي بدأ مسيرته الفنية عام 1958. كما أنه من الفائزين بجوائز الأوسكار.

## الأعمال

### أفلام
- السبعة الرائعون
- الهروب الكبير
- الأحجية
- الصليب الحديدي
- المدرس المجنون
- فتنة
- شركة المرعبين المحدودة

## روابط خارجية
- جيمس كوبورن على موقع IMDb (الإنجليزية)
- جيمس كوبورن على موقع روتن توميتوز (الإنجليزية)
- جيمس كوبورن على موقع مونزينجر (الألمانية)
- جيمس كوبورن على موقع ألو سيني (الفرنسية)
- جيمس كوبورن على موقع ميوزك برينز (الإنجليزية)
- جيمس كوبورن على موقع تيرنر كلاسيك موفيز (الإنجليزية)
- جيمس كوبورن على موقع أول موفي (الإنجليزية)
- جيمس كوبورن على موقع قاعدة بيانات الأفلام السويدية (السويدية)
- جيمس كوبورن على موقع إن إن دي بي (الإنجليزية)
- جيمس كوبورن على موقع ديسكوغز (الإنجليزية)